# Joan Lui
Joan Lui (Originaltitel: Joan Lui - Ma un giorno nel paese arrivo io di lunedì; deutsch: „Eines Tages werde ich kommen und es wird Montag sein“) ist ein italienischer Musikfilm aus dem Jahr 1985, der von Adriano Celentano geschrieben, inszeniert, geschnitten, vertont und gesungen wurde. Es war der vierte und letzte Film, in dem Celentano sowohl Regie führte als auch die Rolle des Hauptdarstellers übernahm. Darüber hinaus war Joan Lui auch der letzte Film, in dem Claudia Mori mitwirkte, bevor sie ihre 26-jährige Schauspielkarriere beendete. Der Film war einer der teuersten (mit etwa 20 Milliarden Lire) im italienischen Kino und war mit verschiedenen Produktions- und Vertriebsproblemen verbunden. Zum Jahreswechsel 1985/86 belegte Joan Lui den 23. Platz auf der Rangliste der italienischen Kinocharts. Auch in Deutschland und Russland schaffte es der Film in die Top-Favoriten.

## Handlung
Joan Lui, ein Prediger unbekannter Herkunft und Vergangenheit erreicht nach einer schwierigen Zugfahrt und langem Fußmarsch endlich Italien. Dort angekommen wird er Zeuge eines Tumults in dessen Verlauf Emanuela Carboni, die Tochter eines Großindustriellen, entführt wird. In Folge einer Personenkontrolle entdecken die eingetroffenen Sicherheitskräfte, dass über Joan Lui keinerlei Informationen existieren ‒ der Computer der Beamten spielt bei der Abfrage des Namens verrückt. Joan Lui verwickelt die anwesenden Polizisten in einen Dialog über die Probleme der modernen zivilisierten Gesellschaft und offenbart sich schließlich als der auf die Erde zurückgekehrte Messias.
Durch seine Musik und seine unvorhersehbaren Aktionen wird Joan Lui schnell international bekannt ‒ die Weltöffentlichkeit blickt auf ihn. Judy Johnson, eine einflussreiche Managerin sucht Joan nach einem seiner Konzerte auf, um ihm einen Vertrag anzubieten. Doch als sie ihm gegenübersteht erleidet sie einen Schwächeanfall. Joan Lui unterzeichnet den Vertrag mit ihr und innerhalb von kürzester Zeit erobert er die Spitze der weltweiten Musikcharts. Einzig und allein die russischen Medien weigern sich bislang gegen jede Art von Berichterstattung über Joan Lui. Tina Foster, einflussreiche Verlegerin einer großen russischen Zeitung und gute Bekannte von Judy Johnson besucht eines von Joans Konzerten. Sie ist neugierig darauf, ob Joan Lui politisch Stellung beziehen wird. Das Konzert in einer Tempeldisco gerät jedoch aus den Fugen, als Joan Lui beginnt, in einer seltsamen Sprache zu singen und bei einer Art aufkommendem Sturm in der Disco zahlreiche kranke Menschen heilt. Judy Johnson wird danach in der Nacht von Albträumen geplagt und am nächsten Tag gibt es Streit im Büro der Produktionsfirma, weil Joan Lui sich nach ihrer Ansicht nicht an den Vertrag hält. Sie eröffnet ihm, dass er auf Wunsch des italienischen Präsidenten eine Auszeichnung erhalten soll, doch Joan fordert seinerseits vom Präsidenten als Anerkennung den uneingeschränkten Zugriff auf alle Fernsehübertragungen. Zur Überraschung aller Beteiligten gewährt der Präsident Joan Lui die Forderung. Das italienische Parlament stürzt in eine Krise; es hagelt Kritik und die Oppositionsparteien kündigen ein Vorgehen gegen die Entscheidung des Präsidenten an.
Auf der Heimfahrt nach dem darauffolgenden Konzert wird Joan Lui entführt und trifft auf Jarak, einen sehr mächtigen orientalischen Geschäftsmann, der in Wahrheit der Satan in Menschengestalt ist. Es stellt sich heraus, dass Jarak einer der Geheilten aus der Tempeldisco ist. Er will Einfluss nehmen auf Joan Lui, weil dieser jetzt das Fernsehnetz kontrolliert und bietet Joan Macht, Besitz und Reichtum an. Doch Joan Lui antwortet ihm zunächst nicht. Unterdessen laufen im Management die Telefonleitungen heiß ‒ Joan Lui ist seit über einem Monat verschwunden. Die Rundfunk- und Fernsehanstalten senden ein Interview mit Tina Foster, die über Joan Lui und Politik spricht. Außerdem läuft ein Bericht über Emanuela Carboni, die entführte Tochter des Großindustriellen.
Wieder zurück in der Produktionsfirma stellt Joan Lui ein Team aus jungen Künstlern zusammen ‒ Tänzer und Musiker ‒ mit denen er von nun an seine Auftritte im italienischen Fernsehen inszenieren will. Als infolgedessen eine öffentliche Übertragung der Oper des Barbiers von Sevilla unterbrochen wird, löst dies bei den Rundfunkanstalten einigen Ärger aus. Es gehen Protestanrufe aus der Bevölkerung ein. Überall wird angekündigt, dass Joan Lui am kommenden Montag erstmals im Fernsehen zur italienischen Bevölkerung sprechen wird. Im Redaktionsbüro der russischen Zeitung behauptet Tina Foster derweil, Joan Lui würde mit der Regierung in Italien gemeinsame politische Ziele verfolgen. Sie plant, Joan Luis guten Ruf absichtlich schädigen und forscht nach seiner Herkunft und Vergangenheit. Von ihren Mitarbeitern erfährt sie jedoch, dass darüber keine Informationen existieren. Energisch treibt sie ihre Untergebenen zu mehr Engagement an. Als am betreffenden Montag endlich die mit großer Spannung erwartete Fernsehansprache beginnt, bricht Joan Lui die Übertragung gleich zu Beginn ab. Große Verwirrung herrscht überall und Fragen an den Präsidenten werden laut. Dieser kommentiert nur, dass der Auftritt Joan Luis die höchsten Einschaltquoten in der Fernsehgeschichte Italiens gebracht habe. In der Zeitungsredaktion in Russland reichen inzwischen die engsten Mitarbeiter von Tina Foster ihre Kündigung ein, mit der Bemerkung, ihr fehle es an sexueller Befriedigung. Auch Tinas Vorgesetzter meint, dass sie sich das Thema Joan Lui viel zu sehr zu Herzen nehme. Im folgenden Streit kritisiert Tina offen den Führungsstil ihres Vorgesetzten sowie dessen politische Befangenheit. Wenig später erscheint Joan Lui persönlich im Büro und predigt ihr von Liebe und Gerechtigkeit zwischen den Menschen. Er teilt Tina mit, dass er sie liebt, wobei unklar bleibt, ob dies direkt persönlich gemeint oder allgemein auf menschliche Zuneigung bezogen ist. Tina droht ihm, ihn mit ihrem nächsten Presseartikel zu zerschmettern.
Im Versteck der entführten Emanuela Carboni versuchen die Erpresser ihre Gefangene zum Konsum von Heroin zu überreden. Emanuela zeigt kein Interesse. Während der darauffolgenden Fernsehübertragung eines wichtigen Fußballspiels schaltet ein Pressesprecher von Joan Lui dessen unvorbereitete Crew versehentlich live. Joan Lui kommt dazu und bemerkt den Fehler, doch er bleibt gelassen und verkündet eindrücklich die Botschaft „Du sollst nicht töten.“ Die Erpresser wollen die entführte Manuela Carboni eben zu diesem Zeitpunkt töten und sehen die Nachricht im Fernsehen. Der Mörder bekommt es mit der Angst zu tun, weil das von Joan Lui Gesagte ihn direkt und unmissverständlich anspricht ‒ und somit der Moment für ihn eine ganz spezielle Bedeutung bekommt. Im allerletzten Moment entscheidet er sich dazu, sein Opfer am Leben zu lassen und schenkt Manuela die Freiheit. Ein Güterzug, geladen mit Giftmüll, wird ebenfalls durch Joan Luis Fernsehansprache von der Polizei gefunden und beschlagnahmt. Die Beamten entdecken darin tote menschliche Föten, die illegal an die Kosmetikindustrie hätten geliefert werden sollten. Der Zuschauer erfährt, dass Jarak (Satan) hinter der kriminellen Aktion steckt. Weitere Ermittlungen decken auf, dass hochrangige Politiker in den Fall verstrickt sind, was weitere Verhaftungen und eine erneute Regierungskrise mit sich bringt.
In der folgenden Nacht im düsteren Sendestudio hat Joan Lui einen Traum: Tina Foster lebt ein glückliches, unbeschwertes Leben; frei von den Zwängen des politischen Systems, dessen Gefangene sie ist.
Joan erhält einen Anruf von Jarak. Der warnt ihn davor, weiterhin Einfluss auf die Gesellschaft zu nehmen und droht, Joan Lui bei seinem nächsten Fernsehauftritt vor den Augen aller Zuschauer zu töten. Als der Sendetermin gekommen ist, gibt es bereits bei den Vorbereitungen Ärger; Unruhestifter im Saal stören den Ablauf des Geschehens. Unter den anwesenden Zuschauern befindet auch Manuela Carboni, die freigelassene Tochter des Großindustriellen. Inzwischen zelebriert Jarak in seinen Gemächern die Ermordung Joan Luis in symbolischer Form einer Kreuzigung. Tina Foster, die eifrig an ihrem Negativbericht über Joan arbeitet, schaut der Fernsehübertragung von ihrem Büro aus zu. Joan Lui beginnt seine Ansprache. In der nun folgenden Rede kritisiert er die grassierende Weltmacht der wirtschaftlichen Konzerne und gibt der Bevölkerung für diese Situation eine Mitschuld. Er klagt die Politik an, sie würde unter dem Vorwand der „Gleichheit für alle Menschen“ manchmal die „reale Vielfalt der Menschen“ verkennen ‒ obgleich Joan Lui die politische Grundidee, Gutes für Menschen tun zu wollen, gutheißt. Er sagt außerdem, Korruption zerstöre Parteien und die Politik und die Bevölkerung träge auch hier wieder Mitschuld, da es die korrupten Machthaber in die Regierung wähle. Joan Lui nimmt Bezug auf die Menschheitsgeschichte und verurteilt diejenigen Bürger, die aus Unzufriedenheit ihre eigenen Vorbilder und Volksvertreter töten würden. Kurz darauf wird Joan von einem Attentäter aus dem Publikum erschossen. Panik bricht aus, eine wilde Schießerei beginnt. Doch Joan Lui erhebt sich vom Boden und ist trotz der tödlichen Verletzungen wieder am Leben. Regungslos verharrt die Menschenmenge und Jarak in seinen Gemächern bekommt einen Tobsuchtsanfall. In seiner Wut beschwört Jarak das Ende der Welt und die Apokalypse reißt die Menschheit einschließlich ihm selbst in den Abgrund. Noch bevor die Zerstörung endgültig einsetzt, erkennt Judy Johnson, dass sie die Reinkarnation von Judas ist, da sie Joan Lui nach dem Streit im Produktionsbüro hatte verkaufen wollen. Sie entschuldigt sich und Joan Lui verschwindet vor ihren Augen in der Luft. Tina Foster tippt noch immer verzweifelt auf ihrer Schreibmaschine um die wahre Geschichte von Joan Lui niederzuschreiben (eine Einblendung des Deckblatts mit dem Titel legt dies nahe). Sie wird von herabfallenden Trümmerstücken erschlagen. In ihrer Hand hält sie die Nachricht von Joan Lui: „Ich liebe dich“.

## Produktion
Celentano hatte die Idee zu Joan Lui bereits im Jahr 1978, aber seine damaligen Produzenten zwangen ihn zunächst dazu, die Sache auf Eis zu legen. Erst nachdem sie mit den Filmen Der gezähmte Widerspenstige, Asso, Gib dem Affen Zucker und anderen großen Kassenerfolgen das Image des Sängers als Schauspieler in der Öffentlichkeit festigen konnten, willigten die Produzenten schließlich ein ‒ allerdings im Austausch für zwei weitere seiner schauspielerischen Leistungen: Für die Filme Der Größte bin ich und Der Brummbär.
Die Produktion erwies sich für das damalige Durchschnittsbuget des italienischen Kinos als sehr teuer (mehr als 20 Milliarden Lire), insbesondere im Vergleich zu anderen, weniger „anspruchsvollen“ Filmen mit Celentano. Dieser arbeitete etwa zweieinhalb Jahre an der Vorproduktion des Films. Auch Silvio Berlusconi und deutsche Geldgeber schlossen sich der Produktion an, um den Film mitzufinanzieren.
Bereits vor Beginn der Dreharbeiten gab es Schwierigkeiten: Durch die Verlängerung der Produktionszeiten saßen Dutzende von Tänzern, die Celentano selbst direkt aus den Vereinigten Staaten angeheuert hatte, wochenlang untätig in Rom fest. Die Unterhaltskosten dafür verschlangen einen Großteil des Produktionsbudgets. Der Film wurde in Genua und in Rom gedreht, die Drehzeit betrug fast zehn Monate (von Januar bis Oktober 1985).
Die Szenografie unterstand Lorenzo Baraldi, die die Kostüme schuf Elena Mannini.

## Soundtrack
Der Soundtrack von Joan Lui enthält neun Lieder, von denen Adriano Celentano acht Stück selbst singt, sowie einem Lied das von Rita Rusić gesungen wird.
1. L’uomo perfetto - 4:58
2. Sex Without Love (gesungen von Rita Rusić) - 3:04
3. Il tempio - 5:43
4. Mistero - 6:00
5. Lunedì - 4:43
6. Qualcosa nascerà - 6:17
7. Splendida e nuda - 5:45
8. L’ora è giunta - 8:19
9. La prima stella (gesungen von Claudia Mori) - 4:16[5]

## Vermarktung

### Erscheinungsdaten
Joan Lui wurde am 25. Dezember 1985 in den italienischen Kinos veröffentlicht. Um den Film zu promoten, mietete die Produktion kurz vor der Veröffentlichung eigens Flugzeuge und Helikopter mit Postern des Films. In Russland kam Joan Lui am 17. Juni 1987 in die Kinos. Dort wurde eine 125-Minuten-Fassung veröffentlicht. Nachdem es verschiedenen Streitigkeiten im Zusammenhang mit den Entführungsszenen gegeben hatte, kontaktierte Celentano persönlich einen spezialisierten Muttersprachler für die Übersetzung von Rollentexten aus dem Italienischen ins Russische. Aufgrund der begrenzten verfügbaren Zeit war es jedoch nicht möglich, Untertitel einzufügen und man entschied, einen Simultandolmetscher im Kinosaal einzusetzen. Die Neuauflage des Films und alle anderen Restaurierungsarbeiten erforderten Kosten von insgesamt 20 Milliarden Lire. In Deutschland kam Joan Lui am 12. Juni 1986 in die Kinos.

### Kontroverse und Beschlagnahme
Als der Film am 25. Dezember 1985 in die italienischen Kinos kam, hatte er für damalige Verhältnisse eine beachtliche Laufzeit (163 Minuten). Dem Produzenten des Films, Cecchi Gori, missfiel die Überlänge, weil in den Kinos dadurch nur drei Vorführungen pro Tag abgehalten werden konnten, anstatt von vieren, was höhere Kasseneinnahmen gebracht hätte.
In den ersten Wochen der Vorführung stieß der Film sowohl bei der Fachkritik als auch beim Publikum auf verhaltene Reaktionen, was erahnen ließ, dass man dort die musikalisch-erzählerische Kulisse des Films nicht besonders zu schätzen wusste. Nach etwa einem Monat hatte der Film nur 4,7 Milliarden Lire eingenommen - ein Betrag, der im Vergleich zu den ursprünglichen Produktionskosten (20 Milliarden Lire) verschwindend gering war. Die Produzenten nahmen angesichts dieser Umstände Kürzungen an der Originalfassung des Films vor, allerdings ohne Celentano darüber zu informieren. Diese veränderte Fassung war um dreißig Minuten kürzer als das Original (Gesamtlänge 133 Minuten) und wurde in Mailand uraufgeführt. In Rom blieb weiterhin die Originalfassung in den Kinos. Doch auch die gekürzte Version erwies sich als Flop, außerdem waren durch die hastige Bearbeitung unter Zeitdruck deutlich erkennbare Qualitätseinbußen im Filmmaterial entstanden (Farbsprünge im Druck, Bildkörnigkeit, unpräzise Sequenzschnitte usw.).
Dank eines Hinweises aus Fankreisen bemerkte Celentano die vorgenommene Fassungsänderung und forderte am 5. Januar 1986 die sofortige Beschlagnahme des Films. Er verklagte die Familie Produzenten wegen „Ruinierung seines Kunstwerks und seines Rufes“ auf etwa 10 Milliarden Lire Schadensersatz. Außerdem verlangte Celentano die Freistellung von seiner vertraglichen Verpflichtung, an der darauffolgenden Produktion Der Brummbär mitwirken zu müssen. Bei einem Interview in der italienischen Sendung Fantastico sagte Adriano Celentano kurz darauf, er sei bereit die Anklage fallenzulassen, wenn die Originalfassung wiederhergestellt würde. Die erneute Beschlagnahme des gekürzten Films wurde jedoch erst durchgeführt, als dieser bereits aufgrund von zurückgegangenen Zuschauerzahlen aus den Kinos genommen worden war. Insgesamt spielte Joan Lui in Italien 7,3 Milliarden Lire ein.
Später erwarb Celentano die Rechte an dem Film zurück und drehte trotzdem Der Brummbär. Einige Jahre danach wurde der Film für die auf Mediaset ausgestrahlte Fernsehfassung von Celentano selbst nochmals überarbeitet und auf 125 Minuten gekürzt, im Jahr 2011 dann auch auf DVD von Medusa Video veröffentlicht.
In Russland fand der Film große Beachtung; Joan Lui wurde dort auf ausdrücklichen Wunsch des damaligen russischen Präsidenten Michail Gorbatschow gezeigt.

## Kritik
„Der Aufstieg eines unbekannten Sängers zum Rock-Weltstar und missionarischen Heilsverkünder gegen den Ungeist der Welt. Aufwendig inszeniertes Musical-Spektakel mit Adriano Celentano als singendem Guru. Mit gelungenen Pointen greift der Film Themen und Trends der 80er Jahre, von Aerobic bis zum Dioxinskandal, auf. In der Auseinandersetzung mit tradierten Glaubensvorstellungen ernsthaft gemeinte, aber insgesamt oberflächliche 'Jesus Christ Superstar'-Variante.“

„Jesus-Musical. Rockstar Joan Lui (Adriano Celentano) wird zum Messias der Massen. Die Welt ist verkommen doch nicht von Gott verlassen. 1985 Jahre nach Christi Geburt sendet der Herr wieder einen Sohn herab. Sein Name: Joan Lui (Adriano Celentano). Sein Beruf: Rocksänger. Seine Berufung: den Menschen erneut die Botschaft des Heils zu verkünden… Was der Autor, Regisseur, Komponist und Hauptdarsteller Celentano hier anrichtet, ist egoman, schrill und außerst dürftig. Fazit: Zwischen Genie und Pathologie.“

„Musikfilm, in dem sich Adriano Celentano selbst als modernen Messias inszeniert. Ambitionierter und sicherlich mit besten Absichten geschaffener Musikfilm, in dem sich Adriano Celentano selbst als modernen Jesus in Szene setzt. Sein Versuch, in Anlehnung an „Jesus Christ Superstar“ die Finger auf die Wunden der Gegenwart zu legen, fand an den Kinokassen nur wenig Anklang. Mit dafür verantwortlich war die mitunter zutage tretende Zusammenhanglosigkeit des Films, für die zumindest zum Teil auch die (im Original und in der deutschen Synchronisation) vorgenommenen Kürzungen und Änderungen gegenüber Celentanos mehr als zweieinhalbstündiger Urfassung verantwortlich sein dürften.“

## Ausstrahlung im Fernsehen
Die Fernsehpremiere von Joan Lui wurde in Italien am Samstag, den 26. November 1988 um 20:30 Uhr auf dem Sender Canale 5 ausgestrahlt. Diese Fassung wurde von Adriano Celentano selbst bearbeitet, in einer neueditierten Fassung von 125 Minuten Länge. Anschließend wurde die Originalfassung vom Sender Tele Monte Carlo in voller Länge ausgestrahlt.